# JR貨物M250系電車
M250系電車（M250けいでんしゃ）は、2002年に登場した、日本貨物鉄道（JR貨物）の貨物電車である。
モーダルシフトの推進を目的として製造された車両で、JR貨物としては初の動力分散方式車両となり、「スーパーレールカーゴ」 (SUPER RAIL CARGO) という愛称が設定されている。2004年にはエコプロダクツ大賞推進協議会より「エコプロダクツ大賞エコサービス部門国土交通大臣賞」、2005年には鉄道友の会より貨物専用形式としては初となる「ブルーリボン賞」を受賞した。

## 登場の経緯
東海道本線では、東京と大阪を結ぶ鉄道貨物輸送が行われているが、2004（平成16）年度の実績では約280万 tとなっており、これはJR貨物の年間総輸送量の13 %に相当するものであった。しかし、起終点の鉄道駅と発着地の間においてはトラック輸送となるため、速達性が要求される中距離の小口貨物輸送分野については鉄道を選択しづらい状況にあった。
一方、JR貨物ではトラック輸送をトラック以外の輸送手段に転換する「モーダルシフト」の受け皿となるための取り組みを行っており、1999年（平成11年）からは小口貨物輸送に特化した輸送について検討を開始した。それ以前にも、機関車牽引の貨物列車が最速6時間40分で東京と大阪の間を結んでいたが、宅配貨物運送事業者の要望には応え切れていなかった。そこで、東京と大阪の間の所要時間を約6時間に短縮することを目標とした。
この対応策を検討した結果、電車形貨物列車による高速鉄道輸送を行う方針が打ち出された。動力分散方式とすることにより加減速性能の向上と軸重の軽減を図り、積み替え時間の短縮のために貨物の積載はコンテナによるものとした上で、既に旅客用電車で実績のあるものを可能な限り採用することで安全性と信頼性を確保するという方針が打ち出された。
この方針に従い、開発・設計されたのが本系列である。

## 車両概説
本節では、登場当時の仕様を記述する。
M250系は16両編成で、系列中に4形式が存在する。系列名の「M」は動力分散方式 (Multiple unit train) の頭文字、「2」は誘導電動機駆動方式で直流区間用、「50」は最高速度110 km/h超の車両であることを示している。形式に付けられる車種（電動車、付随車など）を示す略号は、国鉄時代から現在までの電車で用いられる「モハ」「サハ」などではなく、英字のM・Tを用いたものとなっている。
Mc250形両端の先頭車となる制御電動貨車 (Mc) で、31フィートコンテナを1個搭載可能。空車重量は38.5 tで、積車時重量は50.0 t。
M251形Mc250形と電動車ユニットを構成する中間電動貨車 (M) で、31フィートコンテナを1個搭載可能。空車重量は38.5 tで、積車時重量は50.0 t。
T260形付随貨車 (T) で、モニタ端末装置を搭載する。31フィートコンテナを2個搭載可能。空車重量は21.0 tで、積車時重量は40.0 t。
T261形T260形とユニットを構成する付随貨車で、モニタ端末装置を搭載していないことから形式を分けている。31フィートコンテナを2個搭載可能。空車重量は21.0 tで、積車時重量は40.0 t。
編成については、巻末の編成表を参照のこと。

### 車体
| 電動車では中央部を落とし込む構造とした |  | 付随車では平床構造とした |
| 電動車では中央部を落とし込む構造とした |  | 付随車では平床構造とした |

宅配貨物の特性として、容積に対して質量が小さいという点が挙げられる。積載するコンテナの内容積を可能な限り拡大するため、コンテナ自体の天地寸法を高くすることが要求された。これを実現するには、コンテナを積載する台枠高さはレール面から1,000 mmに抑える必要があった。その一方で、走行関係機器においては採用実績がある機器を使用する以上、主電動機や歯車装置の構成上からは台枠上面をある程度の高さに保つ必要があった。このため、電動車では両端部の台枠高さをレール面から1,103 mmとし、車体中央部を落とし込む構造とすることで対応、コンテナ積載部分の台枠高さをレール面から1,000 mmとした。付随車については、台枠構成の工夫などを行い、車体全長に渡って床面高さをレール面から1,000 mmとした。車端圧縮荷重は100 tf (980 kN)に耐えられる構造としている。
電動車の車体は、両端部の台車上に乗務員室と機器室を配置した。先頭形状は、運転台を高床構造とした上、視界の確保を図るために前面窓の開口部を可能な限り大きくした。乗務員室には乗務員扉を左右両側に設け、機器室には左右に乗降用扉を設けた上で、電動車の連結面間には貫通路を設けた。また、機器室からコンテナ積載への中央部にも出入り口を設けた。M251形の付随車連結面側の貫通扉は必要性が低いことから設けていない。付随車のうち、T260形の後位側車端部には昇降用のステップと手すりを設けた。Mc250の連結器には開放梃子にカバーが取り付けられているが、第一編成のみ連結器開放梃子のカバーが設けられていない等外観上の差異が見られる。
| 青の濃淡2色となったデザイン |  | 「JR貨物関東支社大井機関区」を示す所属標記 |
| 青の濃淡2色となったデザイン |  | 「JR貨物関東支社大井機関区」を示す所属標記 |

車体の塗装デザインは、電動車では青色2色の濃淡をベースとして、スピード感を強調するデザインとした上で「スーパーレールカーゴ」という愛称をデザインしたロゴを配した。また、電動車・付随車ともに、台枠部分は灰色とした。中間電動車の側面と付随車の台枠部分にはJRFマークを配した。また、全車両に号車番号札を設けたほか、「貨東タミキク」という所属標記を配した。

### 主要機器

#### 乗務員室・モニタ装置
運転台は車体の節で記述した通り、前方視認性の向上を目的とした高床構造である。JR貨物の車両では初めて主幹制御器にブレーキ設定器を一体化した左手操作式ワンハンドルマスコンが採用された。ノッチ割は力行1 - 5段・切・抑速・常用ブレーキ1 - 7段・非常位置から構成される。速度計など運転に必要な計器類を前面計器盤に、各種スイッチ類は運転席右側に配置した。
また、M250系では車両の状況や機器の動作状態などをモニタリングするため、モニタ装置を搭載した。モニタ中央装置はMc250形に搭載され、M251形とT260形に搭載したモニタ端末装置を車両間伝送で結合し、各端末装置と機器との間を装置間伝送で結合することで情報を取得する仕様とした。取得された情報は、運転台に設置したモニタ表示器に表示される。また、故障が発生した際には故障の内容と応急処置のガイダンスをモニタ表示器に表示した上で、各機器の動作状態を記録する。記録した情報はICカードを経由して外部のパソコンに取り込み、解析が行われる。なお、T261形にはモニタ端末装置は設置せず、T260形に設置した端末装置がT261形の機器についてもモニタリングを行う。

#### 走行関連機器
車両の最高速度は貨物車としては2024年時日本最速の130 km/h、曲線通過速度は本則（基本となる速度制限）+20 km/hと設定した。また、上り12 ‰勾配における均衡速度を90 km/h確保すると同時に、地上側設備との協調を図った結果、編成全体での出力を3,520 kWに設定した。
主電動機については、285系電車で採用実績のある1時間定格出力220 kWのFMT130形かご形三相誘導電動機を採用し、各電動車の各軸に1基ずつ装架した。強制風冷式であるが、第1編成では自然風冷式も併用し、試験運転で問題ないことを確認している。
制御装置はインバータ装置1台で主電動機1台を制御する個別制御方式を採用した東芝製IGBT素子を用いた3レベルPWM方式VVVFインバータ制御である。インバータ装置と主電動機の組み合わせを1群としたものを4群で1組としており、主変換装置はこれを2組として装置枠を構成した。制御方式はベクトル制御を導入し、これまでのJR貨物の機関車で採用した空転再粘着制御を最適化した上で取り入れ、空転による牽引力低下を極力抑えることを図った。駆動装置はWN継手を用いた中実軸平行カルダン方式で、歯数比は97:16=6.06と設定した。
制動装置（ブレーキ）は旅客用電車で実績のある電気指令式ブレーキで、基礎制動装置は電動車がユニットブレーキを使用したシングル式（片押し式）で、付随車はディスクブレーキとユニットブレーキとの併用としている。また、全軸に対して滑走防止弁装置を設置し、滑走再粘着制御を行うことで、タイヤフラット発生の防止を図っている。さらに、機関車による救援に備えて、Mc250形には、連結した機関車から常用ブレーキ・非常ブレーキを動作させることを可能にする救援ブレーキ装置を設置した。
台車は川崎重工業製軸梁式軸箱支持方式空気ばねボルスタレス台車を採用した。電動台車が車輪径860 mm・軸距2,100 mmのFD130形、付随台車は低床化に対応させた車輪径810 mm・軸距2,100 mmのFT130形である。台車枠は空気ばね取り付け位置を低くするために弓形台車枠となっており、高速走行に対応するため、ヨーダンパとアンチローリング装置を設けた。また、全ての軸受には車軸軸受温度検知装置が設けられ、モニタ装置によってリアルタイムで確認することとデータ記録を可能としている。軸受温度が一定値以上になった場合には、モニタ表示器に表示した上で記録を残すシステムとしている。

#### その他機器
集電装置（パンタグラフ）は、シングルアーム型のFPS130形を採用、各電動車の屋根上に1台ずつ搭載した。Mc250形では前位側に、M251形では後位側に搭載することで、集電装置の間隔を確保した。また、離線対策と冗長性の向上のため、同一ユニット内の集電装置は母線で引き通しており、電気的に接続されている。補助電源装置は、出力85 kVAの静止形インバータ (SIV) をMc250形に2台搭載した。電動空気圧縮機については、ドイツ・クノールブレムゼ製1,600 L/min容量のスクリュー式とし、Mc250形に1台搭載した。
連結器は、先頭車前部が並形自動連結器、ユニット内の車両間は半永久連結器、編成内の異なるユニット同士の連結は密着連結器である。先頭車前部を並形自動連結器としたのは、機関車による救援を考慮したものである。

## 沿革
| 性能試験中のM250系（2003年6月30日） |  | ヘッドマークとブルーリボン賞受賞プレートが取り付けられたM250系（2005年10月23日） |
| 性能試験中のM250系（2003年6月30日） |  | ヘッドマークとブルーリボン賞受賞プレートが取り付けられたM250系（2005年10月23日） |

2002年10月に第1編成が落成、各種性能試験を行ない、所期の性能を有することが確認できたことから、2003年までにMc250形 + M251形が6ユニット（12両）、T260形 + T261形が15ユニット（30両）の計42両が製造された。この内訳は、16両編成2本と予備車10両である。Mc250形 + M251形は全車が川崎重工業で、T260形 + T261形は全車が日本車輌製造で製造された。
2004年（平成16年）3月13日のダイヤ改正より、東京貨物ターミナル - 大阪・安治川口間で「臨時高速貨物列車」9057列車・9056列車として営業運転を開始した。所要時間は東京貨物ターミナル - 安治川口駅間6時間11-12分である。2006年現在、この列車の表定速度は約91 km/hで、東海道本線在来線のうち東京都 - 大阪府を走破した全ての列車の中で歴代最速となった。
2013年（平成22年）3月のダイヤ改正までは、下り51列車、上り50列車の定期列車（列車種別は特貨電）として設定されていた。運行本数は変わらないが、2013年3月改正より列車種別は「高速貨」に変更されている。

## 運用

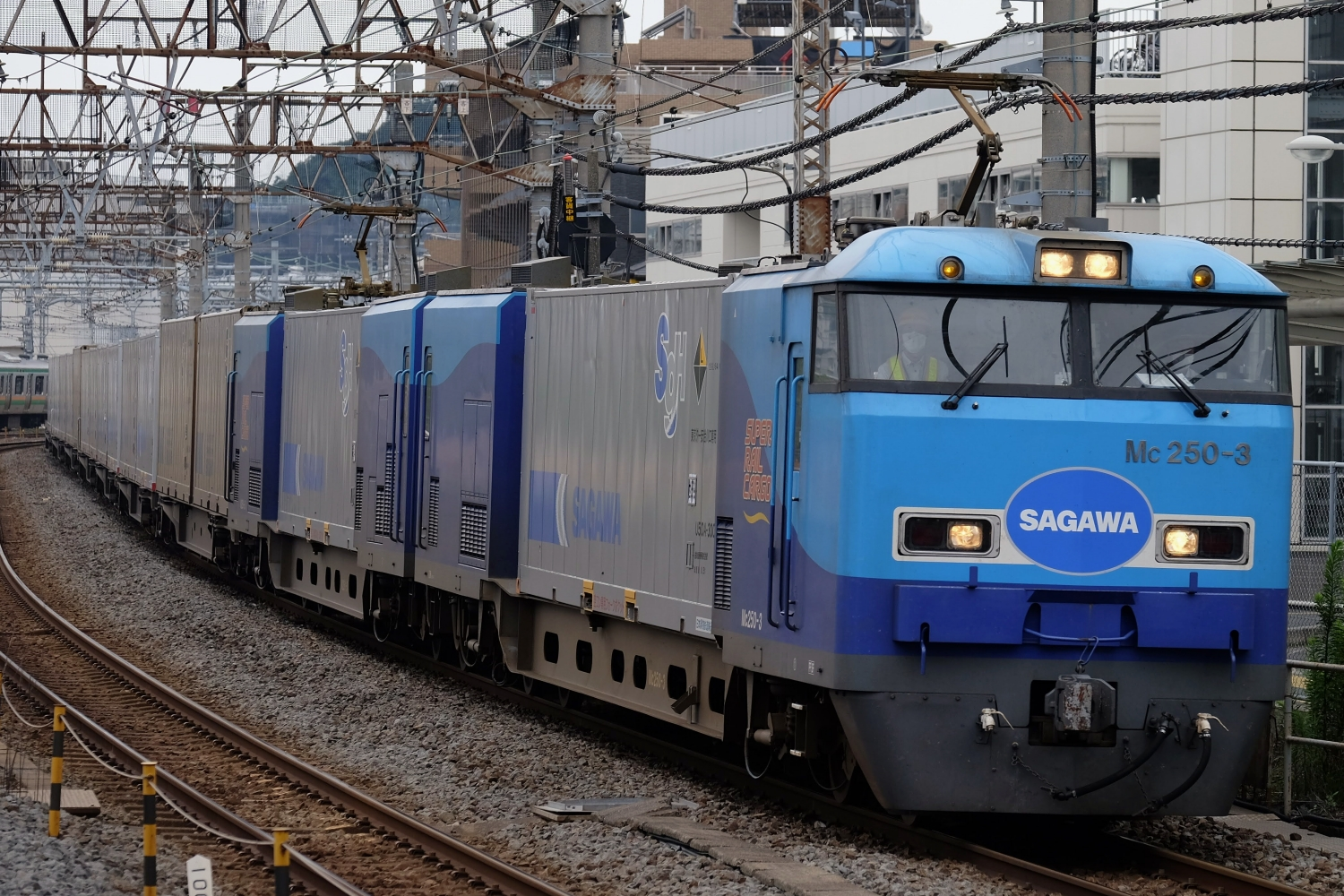
塗装更新後のMc250-3
ヘッドマークに替わり、佐川マークのシールが貼られる

運行区間は東京貨物ターミナル～安治川口で佐川急便による1列車貸切輸送で運行される。運行時は先頭車のMc250形車両にヘッドマークを掲出していたが、2010年以降に検査入場して塗装が更新された車両は、ヘッドマークと取付金具が撤去され、車体に直接佐川マークのシールが貼付されている。専用のU54A形30000番台31フィート軽量コンテナは佐川急便が所有して塗色は「ギャラクシーカラー」であるため、見映え向上を企図して、カラーリングに合わせて一方向に揃えた満積載で運行される。その後、U50A形30000番台31フィート軽量コンテナに置き換えられた。
車両故障や事故他原因による運行抑止等の運行不能時に備え、佐川急便の各拠点から代行輸送トラックが出動可能な体制が整えられている。
スーパーレールカーゴは普段、小田原以東では東海道線の旅客線を通らず東海道貨物線を走行するが、2024年6月に関西地方の遅延の影響で大幅遅延したことで営業列車では初めて小田原以東で東海道線の旅客線を走行した。東海道線の旅客線を走行するのは今回が初めてではなく、2006年に試運転で走行した実績がある。

## 編成表
編成は両端の電動車ユニット1つずつとこれらの間に連結される付随車ユニットで構成され（プッシュプル方式）、通常運行時は付随車ユニットが6組連結されて4M12Tの16両編成となる。
| ← 大阪東京 → |        |           |        |        |        |        |        |        |        |        |        |        |        |        |        |
| Mc250        | M251   | T261      | T260   | T261   | T260   | T261   | T260   | T261   | T260   | T261   | T260   | T261   | T260   | M251   | Mc250  |
| 電動車       | 電動車 | 付随車    | 付随車 | 付随車 | 付随車 | 付随車 | 付随車 | 付随車 | 付随車 | 付随車 | 付随車 | 付随車 | 付随車 | 電動車 | 電動車 |
| 電動車       | 電動車 | 6ユニット |        |        |        |        |        |        |        |        |        |        |        | 電動車 | 電動車 |